# Katsuya Miyahira
Katsuya Miyahira, né en 1918 à Naha et décédé le 28 novembre 2010, est un maître de karaté, du style Kobayashi-ryu.
Katsuya Miyahira fait ses débuts en karaté à l'âge de 15 ans (1933) au collège de Shuri où sont dispenser les cours d'Itosu Ankō. il a comme premier professeur Tokuda Anbun puis rapidement suivi Chibana Shōshin, successeur officiel de Itosu Ankō . A 18 ans il a aussi l'occasion de s'entraîner avec Motobu Chōki , expert en kumite.
Il est mobilisé sur le continent, lors de la guerre mondiale, puis regagne Okinawa en 1948 où il s'installe à Nishihara. Il fonde son premier dojo (le Shidōkan karaté dōjō, 志道館空手道場) à Nishihara avec les encouragements de son Maitre Chibana.
En 1952 il déménage à Naha et y installe un dojo au quartier de Tsuboya.
En 1969, il devient président de l'"Okinawa shorin-ryu karaté-do association".
En 1981 il crée un dojo au rez-de-chaussée de sa nouvelle maison à Kokuba (quartier de Naha), du nom de Shidokan honbu dojo.
En 1989, il est honoré par le l'association des arts martiaux japonais pour sa contribution à l'essor des arts martiaux. Le gouvernement d'Okinawa lui décerne le titre de Trésor Intangible Culturel d'Okinawa.
Il a l'occasion de voyager et de promouvoir son style au Philippines, Amérique du Nord et du sud et (dont Brésil en 1977, Argentine en 1980)
Voici quelques-unes des pensées attribué à Katsuya MIYAHIRA :
- sans makiwara, il n'y a pas de karaté d'Okinawa.

- la distance de combat dont il faut approfondir la maîtrise, est celle de la longueur d'une phalange (ishun); "c'est assez pour développer un "Kime" dévastateur.

- En Shorin-Ryu, le travail doit se faire de l'intérieur vers l'extérieur.

- La main du démon et le cœur du Bouddha Shorin-Ryu, définit l'âme de l'Okinawa-te Shorin ryu.[réf. nécessaire]